# Jasper County (Indiana)
Jasper County is een county in de Amerikaanse staat Indiana.
De county heeft een landoppervlakte van 1.450 km² en telt 30.043 inwoners (volkstelling 2000). De hoofdplaats is Rensselaer (Indiana).

## Bevolkingsontwikkeling

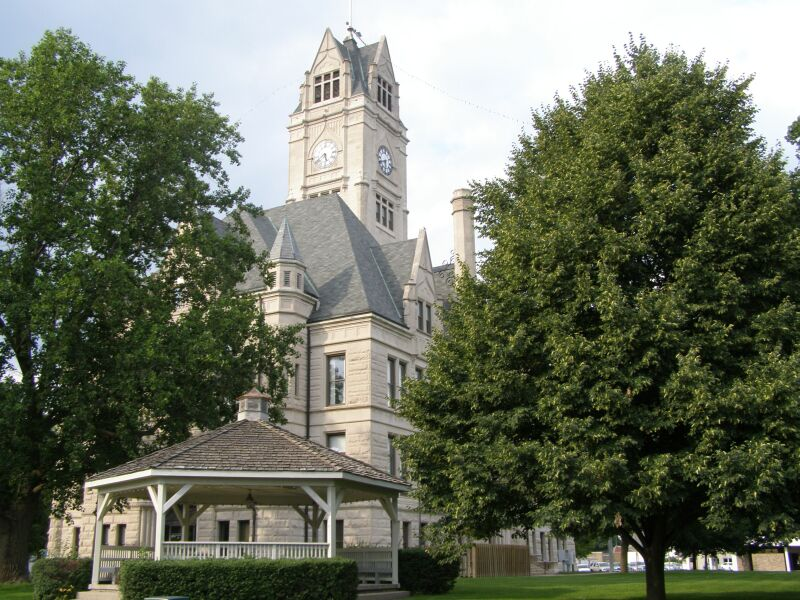
Jasper County Courthouse